# أليكس فيشر
أليكس فيشر (بالإنجليزية: Alex Fisher)‏ (30 يونيو 1990 بوستمنستر في المملكة المتحدة - ) هو لاعب كرة قدم بريطاني في مركز الهجوم. لعب مع أكسفورد يونايتد وكونينكليجك ريسينغ كلوب ميتشيلين ونادي إنفرنيس ونادي توركي يونايتد ونادي مونزا ونادي مانسفيلد تاون وBrackley Town F.C. ‏ وK.S.K. Heist ‏ وأكسفورد سيتي وتينين هاجلاند وJerez Industrial CF ‏.

## وصلات خارجية
- أليكس فيشر على موقع قاعدة بيانات كرة القدم.إي يو (الإنجليزية)
- أليكس فيشر على موقع Soccerbase.com (لاعب) (الإنجليزية)
- أليكس فيشر على موقع Soccerway.com (الإنجليزية)